# Ceratophyllomorpha
Ceratophyllomorpha – infrarząd owadów należących do rzędu pcheł.
Należą tutaj następujące rodziny i podrodzniy:
- Rodzina Ceratophyllidae
  - Podrodzina Ceratophyllinae
  - Podrodzina Dactylopsyllinae
- Rodzina Ischnopsyllidae
  - Podrodzina Ischnopsyllinae
  - Podrodzina Thaumapsyllinae
- Rodzina Leptopsyllidae
  - Podrodzina Amphipsyllinae
  - Podrodzina Leptopsyllinae
- Rodzina Xiphiopsyllidae